# Neosisyphus bowringi
Neosisyphus bowringi là một loài bọ cánh cứng trong họ Bọ hung (Scarabaeidae).